# Gerald Grosvenor
El mayor-general Gerald Cavendish Grosvenor, VI duque de Westminster (22 de diciembre de 1951-9 de agosto de 2016), fue un noble y empresario británico, hijo del V duque de Westminster, y la Hon. Viola Lyttelton.
Dueño del Grupo Grosvenor de acuerdo con Sunday Times Rich List 2011 poseía 6.700 millones de libras, lo que lo coloca cuarto después de Lakshmi Mittal, Alisher Usmánov y Román Abramóvich, convirtiéndose en la persona aristócratica más rica en Gran Bretaña. 
A través de Grosvenor Estates, el duque era el promotor más rico de propiedades en el Reino Unido y uno de los mayores terratenientes del país, con grandes propiedades en Lancashire, Cheshire y Escocia, así como en las grandes áreas de Mayfair y de Belgravia, en el centro de Londres. El duque también era dueño de propiedades en Europa y Canadá.

## Vida personal
De niño el duque vivió en Lough Erne. Su educación la hizo en Irlanda del Norte, antes de asistir a Sunningdale School, Harrow School y a la RMA Sandhurst en Inglaterra.
Se casó en el 1978 con Natalia Ayesha Phillips, hija del teniente-coronel Harold Pedro Joseph Phillips y su esposa, Georgina Wernher. Su abuela materna era hija del Gran Duque Miguel Romanov (nieto de Nicolás I de Rusia) y Sofia de Merenberg (baronesa Torby de Luxemburgo, hija del príncipe Nicolas de Nassau y la hija del poeta ruso Aleksandr Pushkin). Su abuela paterna es sobrina del Presidente del Perú Manuel Gonzalez de Candamo e Iriarte así como descendiente del rey Jorge II, por lo que ocupa un puesto lejano en la línea de sucesión al trono británico, mismo que su hermana la duquesa de Abercorn. Su única tia materna fue Marquesa de Milford-Haven, Princesa Mountenbatten por matrimonio.
La pareja tuvo cuatro hijos:
- Lady Tamara Katherine Grosvenor (nacida el 20 de diciembre de 1979), casada con Edward Bernard Charles van Cutsem. Tienen 3 hijos:[3]
  - Jake van Cutsem (nacido en 2009)[4]
  - Louis van Cutsem (nacido en 2012)
  - Isla van Cutsem (nacida en 2015)

- Lady Edwina Louise Grosvenor (nacida el 4 de noviembre de 1981), casada con Daniel Robert Snow, historiador en BBC TV. Tienen 3 hijos:[5]
  - Zia Snow (nacida en 2011)
  - Wolf Robert Snow (nacido en 2014)
  - Orla Snow (nacida en 2015)

- Hugh Richard Louis Grosvenor, VII duque de Westminster (nacido el 29 de enero de 1991). Casado con Olivia Henson desde el 7 de junio de 2024.

- Lady Viola Georgina Grosvenor (nacida el 12 de octubre de 1992). Casada con Angus Roberts desde marzo de 2022.[6]

Miembro de la Cámara de los Lores antes de 1999, es nominado en 2004 general del ejército británico.

## Títulos y estilos
- Gerald Grosvenor (1951-1967).
- Gerald, conde Grosvenor (1967-1979).
- Su Gracia el duque de Westminster (1979-2016).

Se convirtió, en el 2005, al canciller de la Universidad de Chester.